# Бернолд фон Констанц
Бернолд фон Констанц (на немски: Bernold von Konstanz, Bernold von St. Blasien; на латински: Bernoldus Constantiensis; * * ок. 1050; † 16 септември 1100 в манастир Алерхайлиген, Шафхаузен) е бенедиктинец и значим средновековен историк и хронист.
Бернолд е възпитаван в катедралното училище в Констанц на публициста Бернхард фон Констанц († 1088). През 1079 г. той участва в римския църковен събор и през 1084 г. е помазан за свещеник в Констанц от тогавашния кардинал Ото от Остия, по-късният папа Урбан II (1088 – 1099).
През 1086 г. той е бенедиктинец в манастир „Св. Блазиен“ (в Шварцвалд) и прекарва последните си години в манастир Алерхайлиген, Шафхаузен. Той е известен с каноническите си ръкописи, между другото против симонистите и за ирархията на църковните източници по право. Най-известното произведение на Бернолд е неговата „Световна хроника“ от съсздаването до 1100 г. Той е автор и на Micrologus de ecclesiasticis observationibus (писан между 1086 и 1090), където описва тогавашната литургия.
Бернолд фон Констанц е привърженик на „Григорианските реформи“.

## Произведения
- Bernoldi Chronicon. In: Georg Heinrich Pertz. Hannover 1844, S. 385 – 467 (Monumenta Germaniae Historica, Digitalisat Архив на оригинала от 2019-02-09 в Wayback Machine.)
- Ian Stuart Robinson: Bertholds und Bernolds Chroniken (= Ausgewählte Quellen zur deutschen Geschichte des Mittelalters; Freiherr vom Stein-Gedächtnisausgabe. Bd. 14). Lateinisch und deutsch. Übersetzt von Helga Robinson-Hammerstein, Wissenschaftliche Buchgesellschaft, Darmstadt 2002, ISBN 3-534-01428-6. Enthält u. a.: Ian Stuart Robinson: Die Bertholdchronik: Einleitung, S. 1 – 10; Bertholdchronik (Erste Fassung), S. 19 – 33; Bertholdchronik (Zweite Fassung), S. 35 – 277. (Rezension)
- Ian Stuart Robinson (Hrsg.): Die Chroniken Bertholds von Reichenau und Bernolds von Konstanz 1054 – 1100. (= Monumenta Germaniae Historica. Scriptores Rerum Germanicarum. Nova Series. Bd. XIV). Hahn, Hannover 2003, ISBN 3-7752-0214-5 (Digitalisat Архив на оригинала от 2019-02-10 в Wayback Machine.)